# 2017 au Nouveau-Brunswick
Chronologie du Nouveau-Brunswick
- 2013
- 2014
- 2015
- 2016
- 2017
- 2018
- 2019
- 2020
- 2021

Cette page concerne des événements d'actualité qui se sont produits durant l'année 2017 dans la province canadienne du Nouveau-Brunswick.

## Politique
- Premier ministre : Brian Gallant
- Chef de l'opposition : Bruce Fitch, Progressiste-Conservateur
- Lieutenant-gouverneur : Jocelyne Roy-Vienneau
- Législature :